# Philip Masure

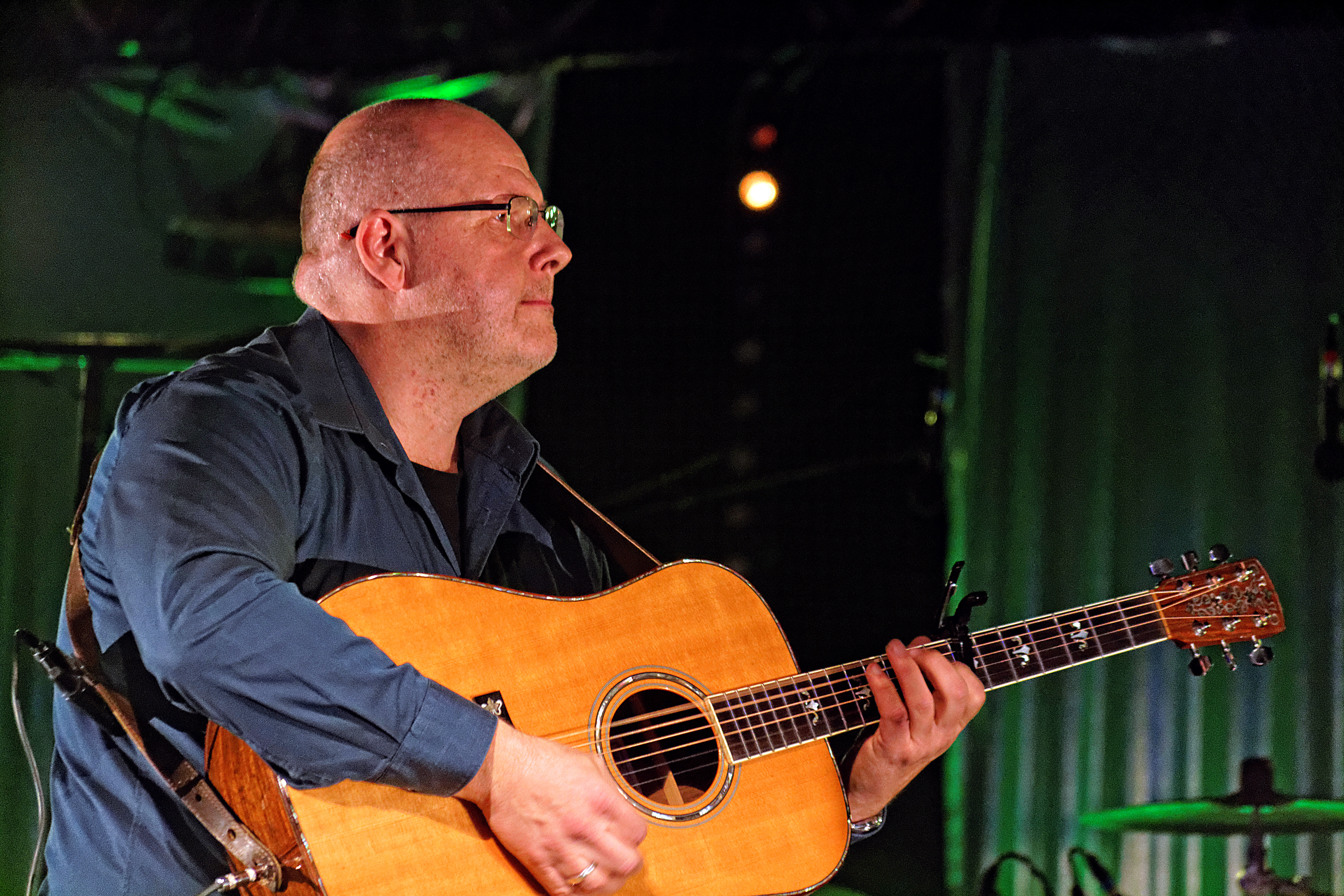
Philip Masure

Philip Masure is een Vlaamse gitarist. Hij speelt in tal van folkgroepen, zowel uit het binnenland als uit het buitenland, en treedt vaak op als gastmuzikant. Hij speelt in de alternatieve gitaarstemming D-A-d-g-a-d. Hij wordt soms de "D-A-d-g-a-d-koning" genoemd. Hij gaf workshops over heel de wereld (Canada, VS, Bretagne, Ierland, Denemarken...) Als sessiemuzikant speelt hij op meer dan honderd cd's en hij wordt ook vaak gevraagd als producer. Hij heeft een opnamestudio in Herentals. 

## Groepen waar Philip Masure in speelt
- Urban Trad
- Micha Marah
- Laïs
- Comas
- Fling
- Hot Spoons
- Andar
- Dave Munnelly
- Helen Flaherty
- Garva
- Terry Coyne